# Гајберг
Гајберг (њем. Gaiberg) општина је у њемачкој савезној држави Баден-Виртемберг. Једно је од 54 општинска средишта округа Рајн-Некар. Према процјени из 2010. у општини је живјело 2.419 становника. Посједује регионалну шифру (AGS) 8226022.

## Географски и демографски подаци
Гајберг се налази у савезној држави Баден-Виртемберг у округу Рајн-Некар. Општина се налази на надморској висини од 293 метра. Површина општине износи 4,2 km². У самом мјесту је, према процјени из 2010. године, живјело 2.419 становника. Просјечна густина становништва износи 583 становника/km².

## Међународна сарадња
| Мјесто    | Држава    | Врста сарадње | Од    |
| --------- | --------- | ------------- | ----- |
| Ле Канирг | Француска | партнерство   | 1988. |
| Извор     |           |               |       |